# Corberan d'Alet
Corberan d'Alet (?, Navarra – Tira, Anàtolia, 1304) (també Corberan Dalet, Corberan de Lehet o Corberan Delet) fou senescal de la Companyia Catalana d'Orient.
Sota el comandament de Roger de Flor, el 1303 va arribar a Constantinoble. Durant les campanyes militars del 1303 i 1304 comandà la infanteria. Va morir en la batalla de Tira, quan després de derrotar els turcs que assetjaven la ciutat de Tira va iniciar la seva persecució i morí d'una fletxa al cap. Fou enterrat, junt amb 10 cavallers més caiguts en la mateixa batalla, a l'església de Sant Jordi de Tira. Després de la seva mort, Bernat de Rocafort, que s'havia unit a la Companyia poc abans, va exercir el càrrec de manescal.
Els Corberan d'Alet tenien la jurisdicció senyorial de la baronia d'Otanell (Regne de València).